# IPAG Business School
L’IPAG Business School (Institut de préparation à l’administration et à la gestion) est une école de commerce française privée post-bac fondée en 1965 par Jacques Rueff. Elle est titulaire du label d'Etat EESPIG, lui attribuant la qualification d'établissement d'enseignement supérieur privé d'intérêt général.
L’IPAG Business School comprend cinq campus : Paris (deux campus), Nice, Thionville-Luxembourg et Abidjan (Côte d'Ivoire).
L’IPAG est distinguée par les accréditations internationales AACSB, EFMD, et est considérée par le classement de Shanghai par discipline comme l'une des meilleures écoles de commerce françaises pour la finance et l’économie.

## Histoire

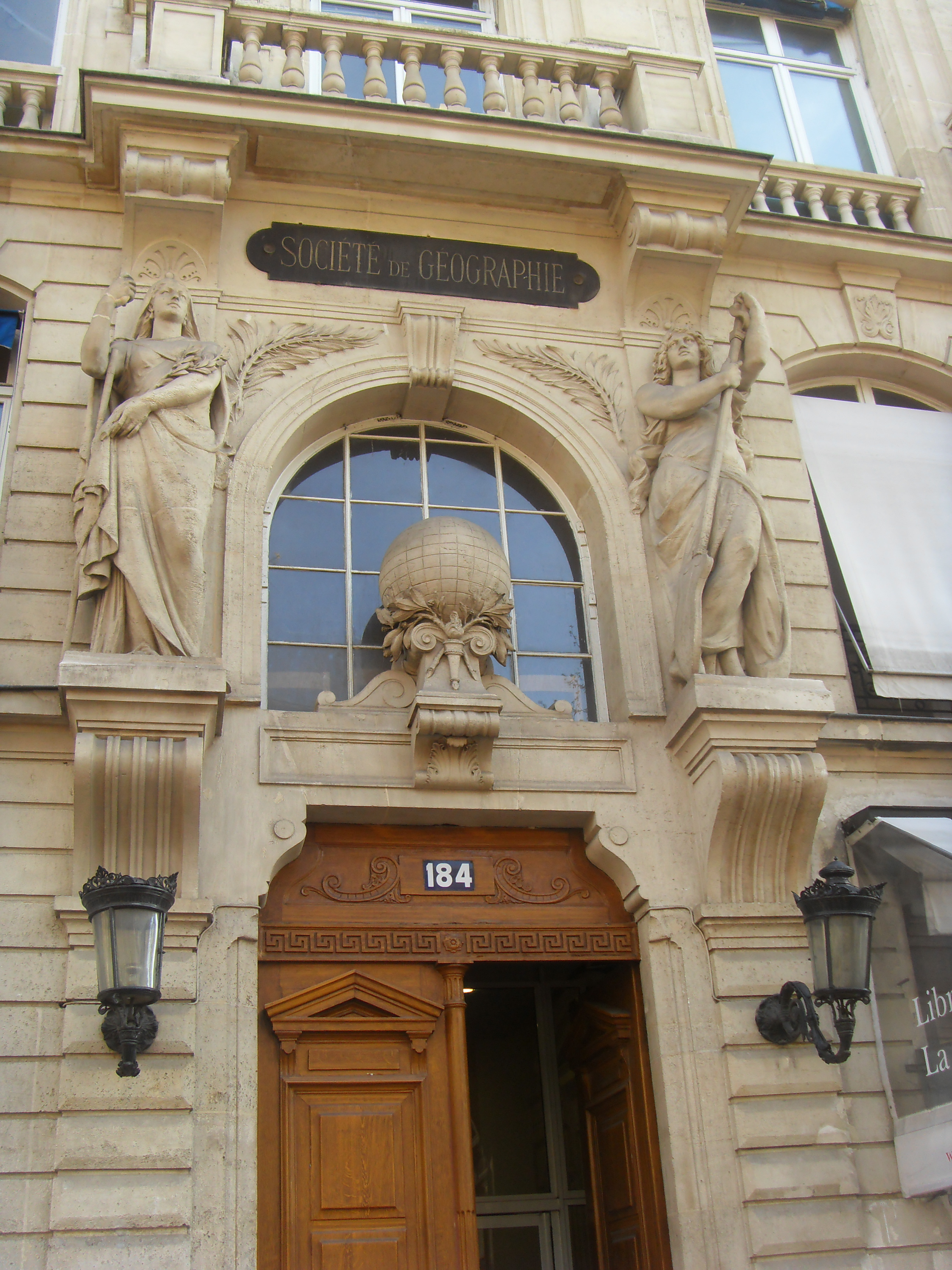
L’IPAG Business School est située dans le même immeuble que la Société de géographie, au 184 boulevard Saint-Germain à Paris.

En 1965, l’économiste, haut fonctionnaire et académicien Jacques Rueff crée l'école, dénommée alors Centre de formation supérieure des cadres du commerce et de l’industrie. L’école devient en 1969 l’Institut de préparation à l’administration et à la gestion (IPAG) et en 1970, elle est reconnue par l’État.
En 1985, l’IPAG est habilitée à délivrer un diplôme visé par le ministère de l’Éducation nationale, de l’Enseignement supérieur et de la Recherche. En 1989, elle ouvre un nouvel établissement à Nice. En 2006, l’IPAG est habilitée à délivrer un diplôme Bac + 5 visé par le ministère, et en 2011, elle est habilitée à délivrer un diplôme avec le grade de master,,.
En 2014, elle devient membre du concours SESAME,.
En 2016, elle rejoint la Conférence des grandes écoles (CGE). La même année, elle intègre le classement de Shanghai pour sa qualité de recherche en économie.
En Février 2018, l’EFMD (European Foundation for Management Development), principale agence européenne en matière d’audit stratégique et d’accréditation, décerne le label EPAS au Programme Grande École de l’IPAG Business School.

## Gouvernance
L’IPAG Business School est une école privée ayant le statut d’association loi de 1901. Son directeur général est, depuis 2023, Olivier Maillard,, et son conseil d’administration est présidé par Robert Fonck (ancien secrétaire général du Crédit Foncier).

## Formations

### Programme «Grande École»
Le programme « Grande École » (bac+5, grade de Master et EFMD accredited) de l'IPAG vise l’apprentissage des fondamentaux du management et de la gestion et l’expérience de l’expatriation et propose en cycle Master de nombreuses spécialisations : Digital Marketing Strategy & Consumer Engagement, Direction Commerciale & Business Development, Marketing BtoC, Finance d'Entreprise & Audit, Finance & Markets, Ingénierie & Gestion de Patrimoine, Purchaising & Supply Chain Management, International Management, Management des Ressources Humaines, Entrepreneuriat & Management de la TPE/PME et Management et Ingénierie Culturelle (en partenariat avec l'Institut Catholique de Paris).

### Doubles diplômes
Il est également possible, dans le cadre de ce programme, d’obtenir des doubles diplômes internationaux en partenariat avec des universités étrangères comme l'Université Napier d'Édimbourg, l'Université de Newcastle (Australie) ou encore l'École polytechnique de Turin.
L'IPAG Business School compte 120 universités partenaires à travers le monde, et enseigne 9 langues étrangères : anglais, espagnol, italien, allemand, portugais, arabe, japonais, chinois, russe.

### Les cursus
Outre le Programme Grande École, l'IPAG Business School propose des programmes tournés vers les métiers de demain : BTS (Bac+2), Bachelor in Management, grade de Licence (Bac+3), BBA (Bac+3), Master of Science (MSc Bac+5) 100% en ligne, MBA (Bac+5) et DBA (Bac+8). Les professionnels peuvent également suivre différentes formations courtes ou diplômantes telles que le Master 2 en Management et RSE et le Master 2 Transition Energétique et Ecologique et de l’IPAG Executive Education.
Très tôt les stages en entreprise ont fait partie intégrante du projet pédagogique de l'école. Le journal Le Monde relevait ainsi, dès les années 1990, que le cursus inclut soixante-douze semaines de stage, à comparer aux quatre-vingt-deux semaines de formation.

## Budget
Le budget annuel de l'école s'élève à 27 millions d’euros.

## Vie étudiante
L'école dispose de 30 associations étudiantes consacrées au sport, à la culture, à la solidarité ou à l'entrepreneuriat.

## Classements
Classements nationaux
|                                                        | 2025 | 2024 |
| ------------------------------------------------------ | ---- | ---- |
| L'Étudiant - Palmarès général                          | 35   |      |
| Le Figaro - Palmarès des écoles de commerce post bac   | 12   |      |
| Le Parisien - Palmarès des écoles de commerce post bac |      | 13   |
| Challenges - Palmarès des écoles de commerce post bac  | 9    |      |

Classements internationaux
|                                  | 2024    |
| -------------------------------- | ------- |
| Classement de Shanghai Finance   | 101-150 |
| Classement de Shanghai Economics | 201-300 |

Le classement de Shanghai par discipline considère l'IPAG comme l'une des meilleures écoles françaises en finance (5e) et en économie (8e).

## Anciens élèves
Parmi les anciens élèves de l'école, on peut citer :
- Inés Arrimadas, avocate et femme politique espagnole
- Jack Bowles (en), CEO de British American Tobacco
- Arthur de Soultrait, entrepreneur, créateur de la marque Vicomte A
- Ludovic Huraux, fondateur du site de rencontre Attractive World

### Alumni
Le réseau alumni de l'école compte 15 000 anciens élèves à travers le monde.